# Sovič
Sovič je priimek več znanih Slovencev:
- Boris Sovič (*1956), inženir, poslovnež, politik in diplomat
- Sebastjan Sovič (*1983), rokometaš
- Tina Sovič, lektorica, instrumentalistka (afriški bobni), producentka, pisateljica
- Tomaž Sovič (*1990), alpski smučar